# Hypericum concinnum
Hypericum concinnum är en johannesörtsväxtart som beskrevs av George Bentham. Hypericum concinnum ingår i släktet johannesörter, och familjen johannesörtsväxter. Inga underarter finns listade i Catalogue of Life.